# ルポロボ
ルポロボは、ロシア連邦サハリン州（樺太）北西部にある村。
間宮林蔵が旅した際に樺太が島であると確認した。間宮林蔵の記した資料にはナニヲーと表記されており、林蔵はナニヲーの地から船で間宮海峡で山丹（現在の沿海州）へ渡った。